# گروت ایلانت
گروت ایلانت (انگلیسی: Groote Eylandt؛ Anindilyakwa: Ayangkidarrba به معنای «جزیره» ‎/ˈɡroʊtˌeɪlɑːnt/‎) بزرگ‌ترین جزیره در خلیج کارپنتاریا و چهارمین جزیره بزرگ استرالیا است. این مکان توسط کاشف آبل تاسمان در سال ۱۶۴۴ نامگذاری شد و در املای باستانی به معنای «جزیره بزرگ» هلندی است. املای مدرن هلندی Groot Eiland است.
چهار جامعه مسکونی در گروت ایلانت وجود دارد. شرکت معدنی GEMCO شهر آلیانگولا را برای کارگران خود تأسیس کرده‌است. و سه جامعه اصلی بومیان آنگوروگو و اومباکومبا و میلاکبورا در جزیره بیکرتون هستند. همچنین تعدادی ایستگاه در این جزیره وجود دارد.